# موش‌هارت (ایلینوی)
موش‌هارت (به انگلیسی: Mooseheart) یک منطقهٔ مسکونی در ایالات متحده آمریکا است که در شهرستان کین، ایلینوی واقع شده‌است.